# Liga Lombarda

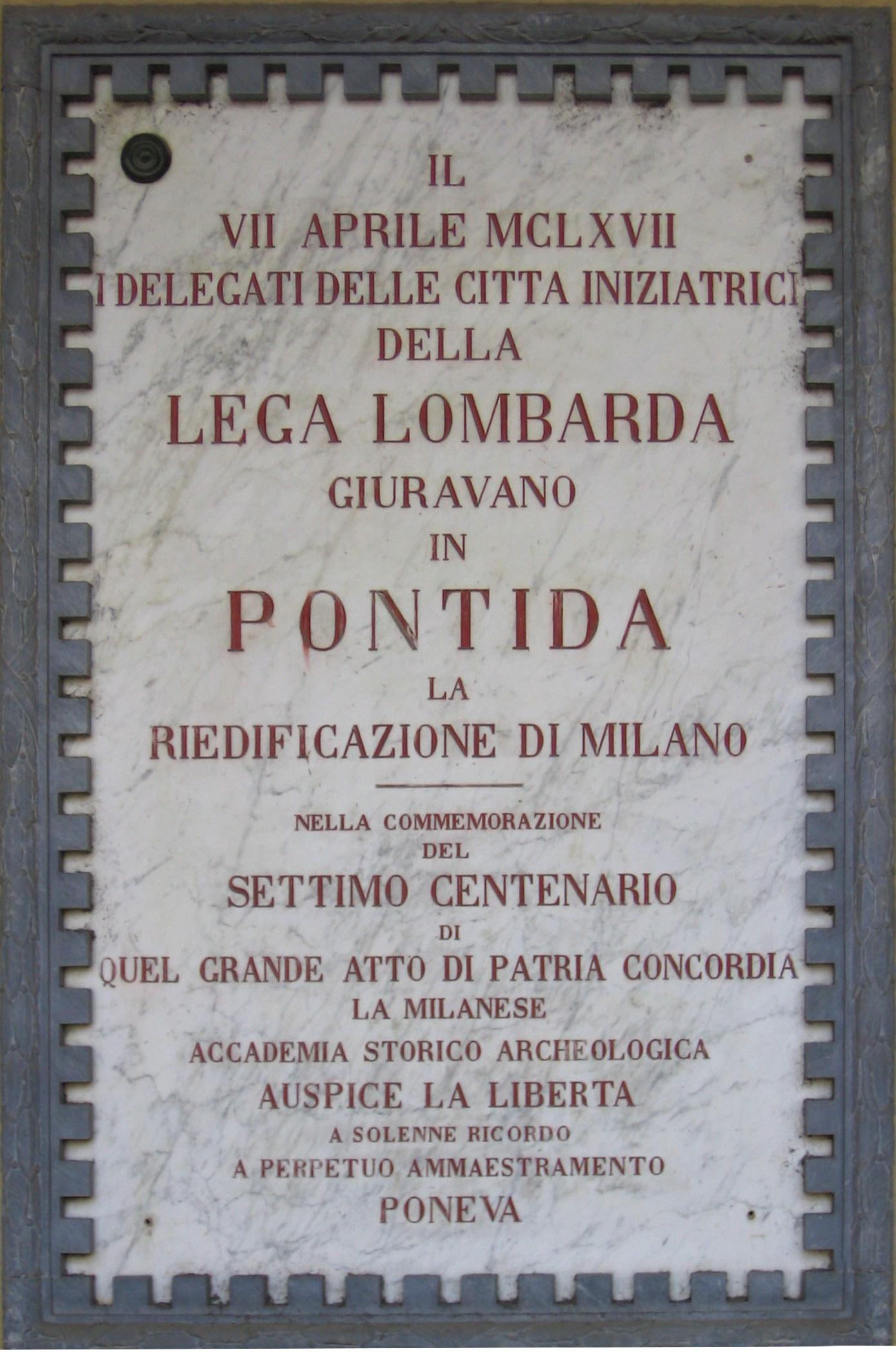
Cidade de Pontida: Placa comemorativa do juramento da Liga Lombarda

A Liga Lombarda foi uma aliança formada em 1 de dezembro de 1167 entre 26 (depois 30) cidades da Itália setentrional, entre as quais Cremona, Mântua, Placência, Bérgamo, Bréscia, Milão, Bolonha, Pádua, Treviso, Vicenza, Verona, Veneza, Lodi, e Parma.
A Liga foi formada para opor-se ao imperador do Sacro Império Romano-Germânico Frederico Barbarossa em sua tentativa de impor a influência imperial em toda a região padana. Frederico reclamou o controle direto sobre a Península Itálica na Dieta de Roncaglia (1158), e a invadiu em 1158 e em 1166. A Liga tinha o apoio do Papa Alexandre III, também ele desejoso de ver diminuir o poder imperial na Itália.
A cidade de Alexandria, fundada no Piemonte pela Liga Lombarda, deve seu nome ao próprio Pontífice e nasceu como fortaleza anti-imperial aos confins do marquesado de Monferrato, aliado de Barbarossa.
Na Batalha de Legnano, de 29 de maio de 1176, Frederico I foi derrotado pelas tropas comunais, guiadas por Alberto da Giussano. Depois de outras derrotas, o  imperador aceitou uma trégua de seis anos de 1177 a 1183, até o Tratado de Costanza, onde as cidades-estado padanas aceitaram de permanecerem fiéis ao Império em troca da plena jurisdição local sobre seu território.
A Liga Lombarda foi renovada em 1198 e em 1208. Em 1226, a Liga reobteve seu antigo prestígio enfrentando  Frederico II da Germânia que queria aumentar seu poder na Itália. Estes esforços compreenderam a conquista de Vicenza e a Batalha de Cortenuova sull'Oglio, que criou a reputação de hábil estrategista de que gozava o imperador.
Ele, em seguida, superestimou sua força, rejeitando todas as ofertas de paz dos Milaneses e insistindo na rendição incondicional. Foi um momento de grave importância histórica que, na sua raiva,  Frederico teve ofuscado o juízo e bloqueou qualquer possibilidade de um acordo pacífico. Milão e outras cinco cidades resistiram, e em outubro de 1238, ele teve que suspender o assédio a Bréscia.
Outra vez apoiada pelo Papa, a Liga Lombarda voltou a enfrentar as tentativas de Frederico, para depois dissolver-se em 1250, com a morte do imperador.